# Filip Padniewski
Filip Padniewski (Skórki, 1510 - Warschau, 17 april 1572) was de 47e bisschop van Krakau, bisschop van Przemyśl, secretaris van de Kroon (vanaf 1557), vice-kanselier van de Kroon (1559-1562) en gedistingeerde redenaar.

## Biografie
Filip Padniewski was een telg van de Poolse heraldische clan Nowina. Hij was als vice-kanselier en secretaris van de Kroon betrokken bij diplomatieke missies naar de keizers Keizer Karel V en Keizer Ferdinand I. Padniewski was ook de plaatsvervanger van Sigismund I van Polen in de sejm voor Krakau in Proszowice. Padniewski was als vice-kanselier een voorstander van de Pools-Litouwse Gemenebest.
Padniewski voltooide als bisschop van Krakau het Padovano-bouwproject van het bisschoppelijk paleis in Krakau. De bisschop en de aartsbisschop van Gniezno Jakob Uchanski stonden openlijk vijandig tegenover elkaar.  Padniewski is in de Wawelkathedraal begraven. Zijn kapel werd tussen 1572 en 1575 door Jan Michalowicz naar de renaissance-stijl gerenoveerd. De tombe van Padniewski dateert uit 1575.

## Galerij

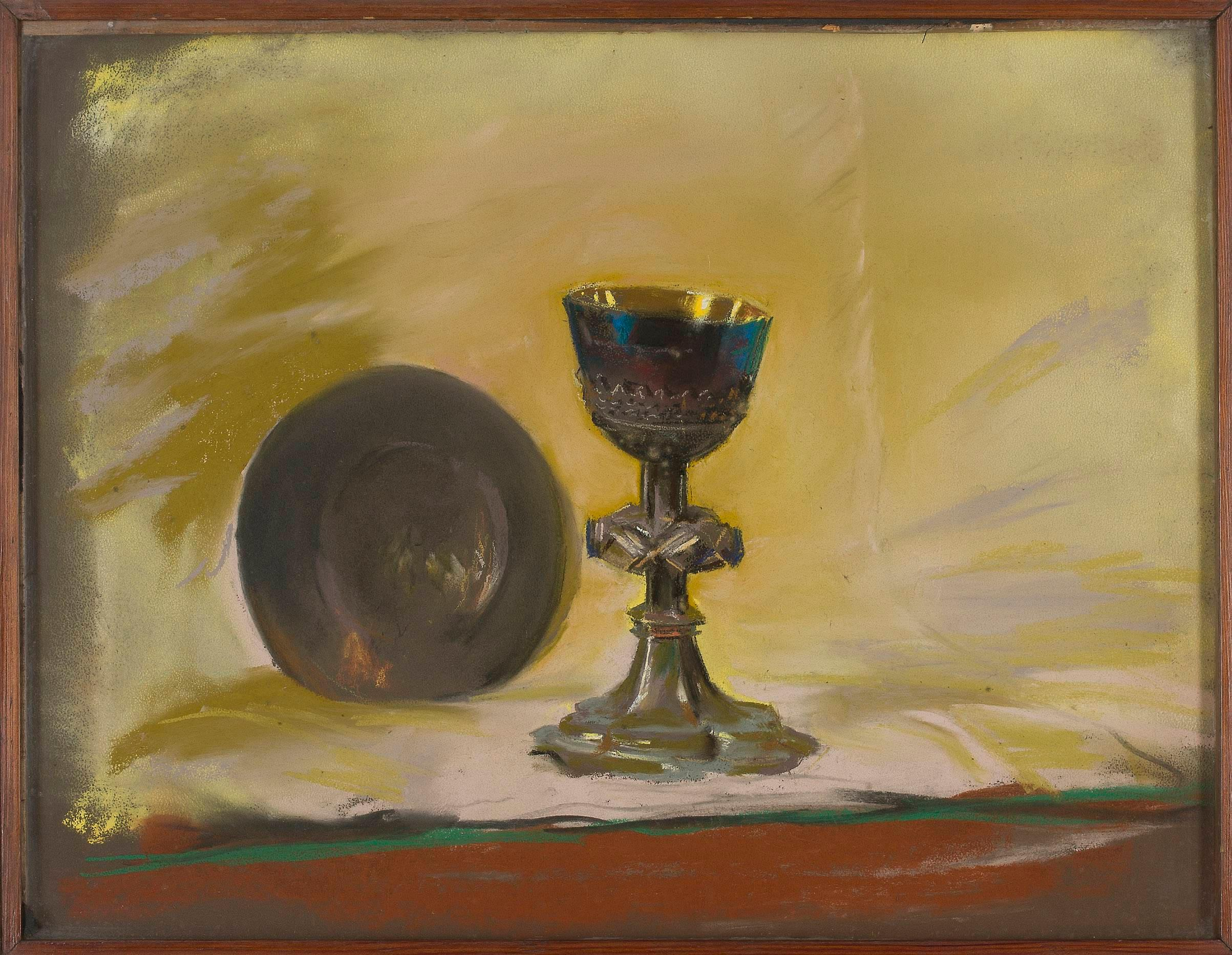
De kelk waarmee de bisschop was begraven in pastel door Leon Wyczółkowski.

- Gemeinsame Normdatei: 132875403
- International Standard Name Identifier: 0000 0001 0984 8858
- LIBRIS: 368424
- Système universitaire de documentation: 203221885
- Virtual International Authority File: 70102641
- WorldCat: E39PBJdGQgfHwwkmMRT6VKxkXd